# Cmentarz wojenny nr 87 – Nowodwór-Gorlice
Cmentarz wojenny nr 87 w Nowodworze–Gorlicach – zabytkowy cmentarz z I wojny światowej.
Pochowano na nim 81 żołnierzy austriackich, 57 żołnierzy niemieckich oraz 66 żołnierzy rosyjskich w 45 grobach zbiorowych i 7 pojedynczych. Zaprojektowany przez austriackiego architekta Hansa Mayra.

## Galeria

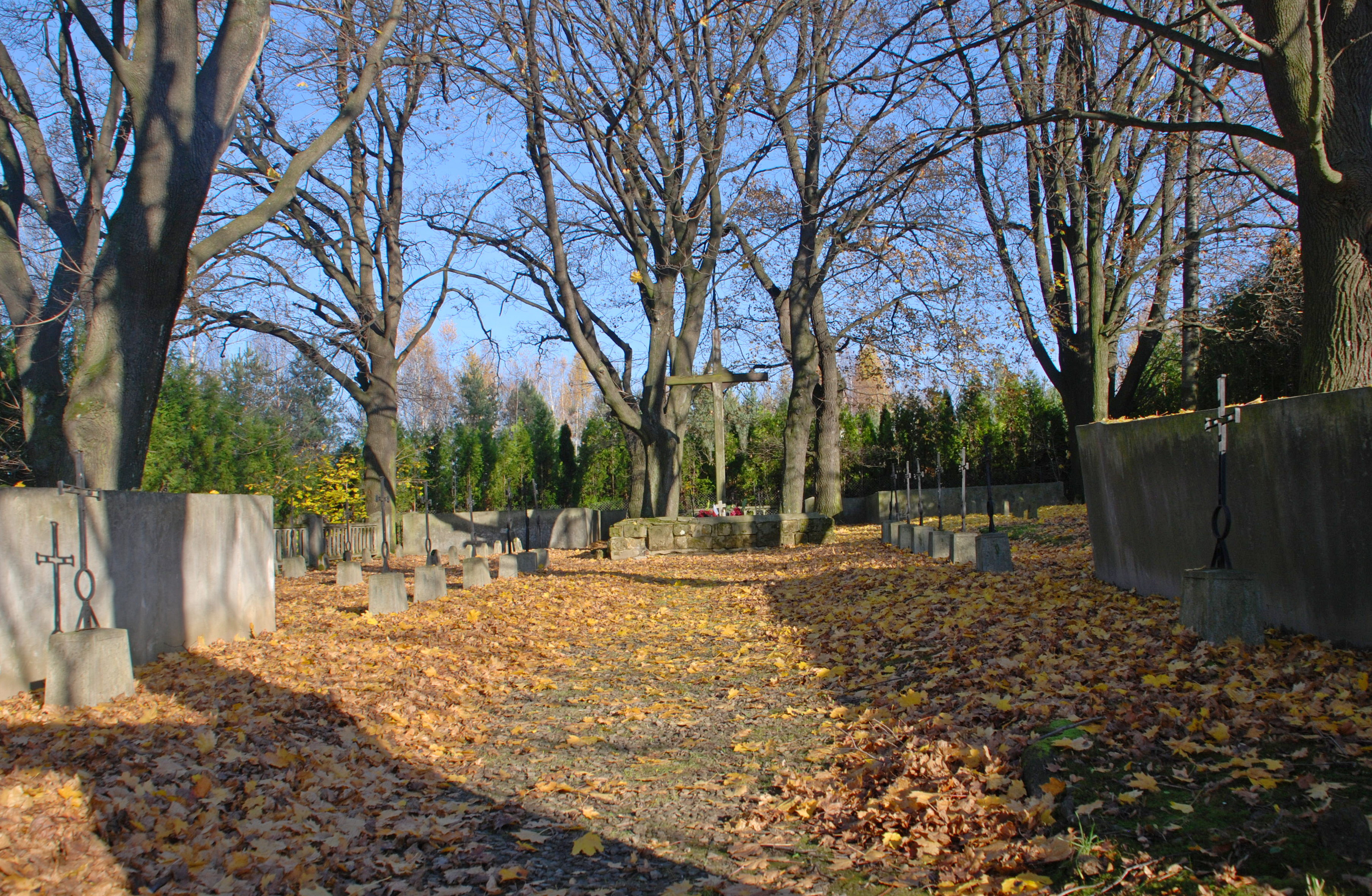
Fragment cmentarza
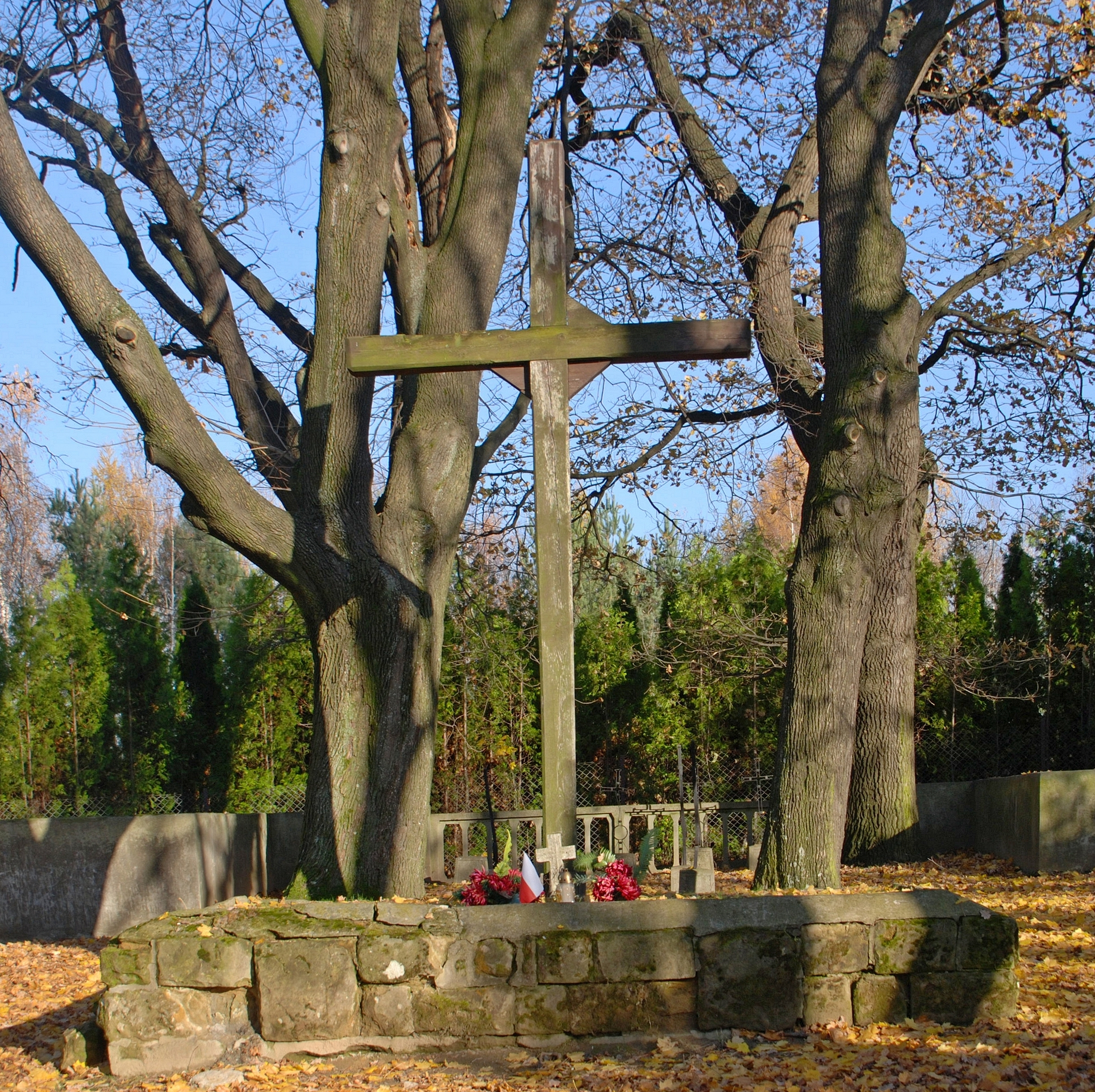
Widok na pomnik główny
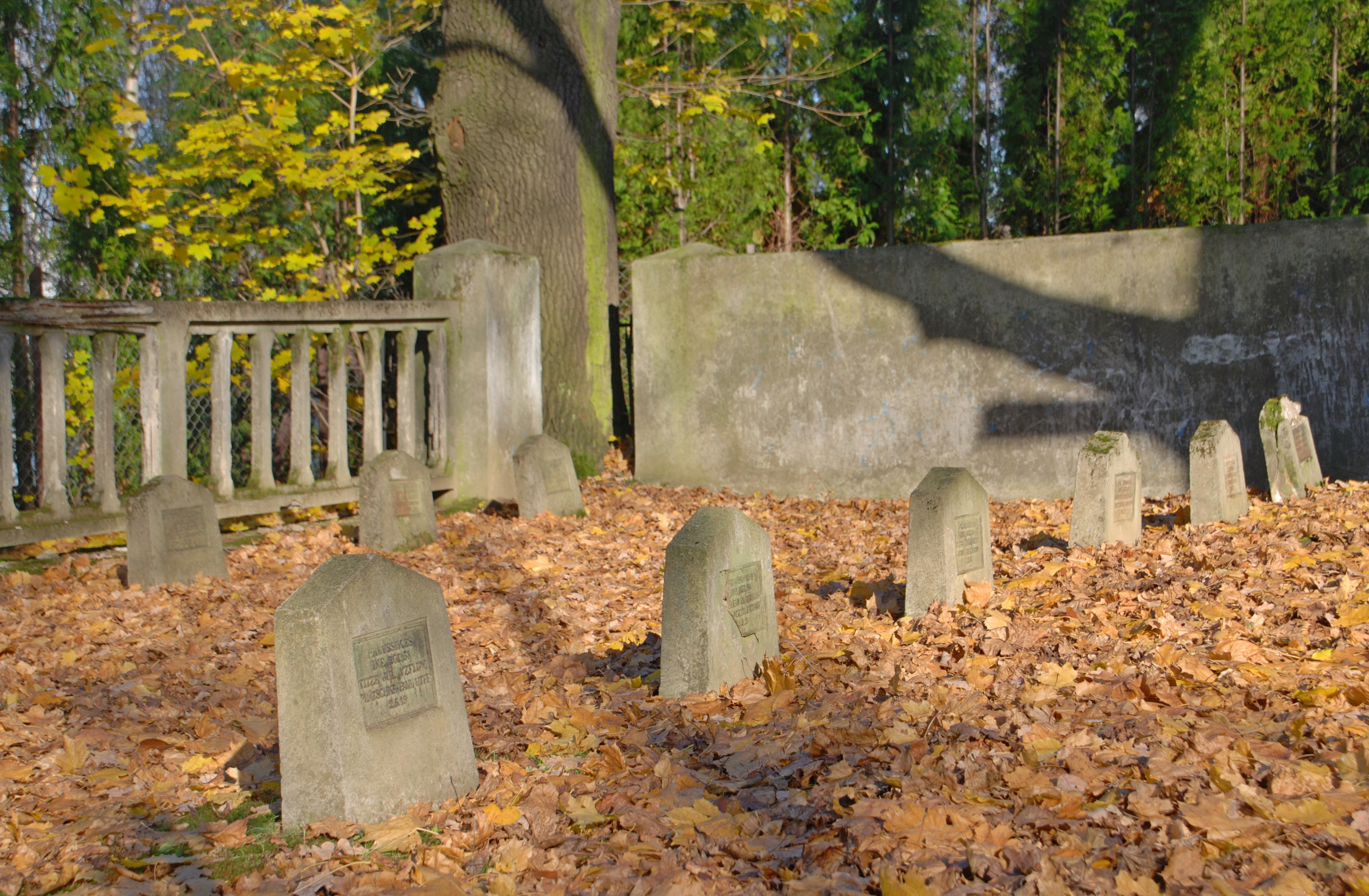
Fragment cmentarza
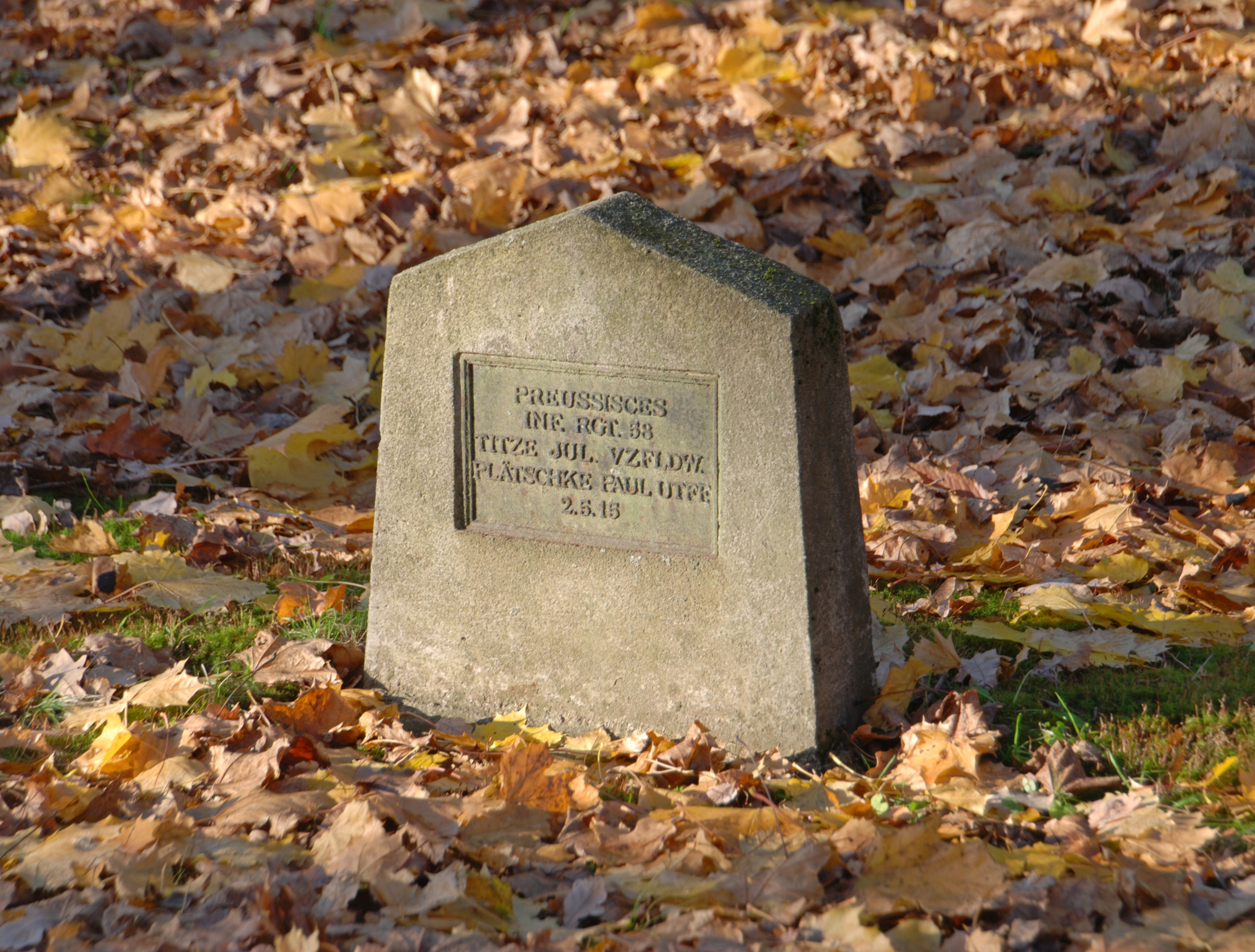
Stela
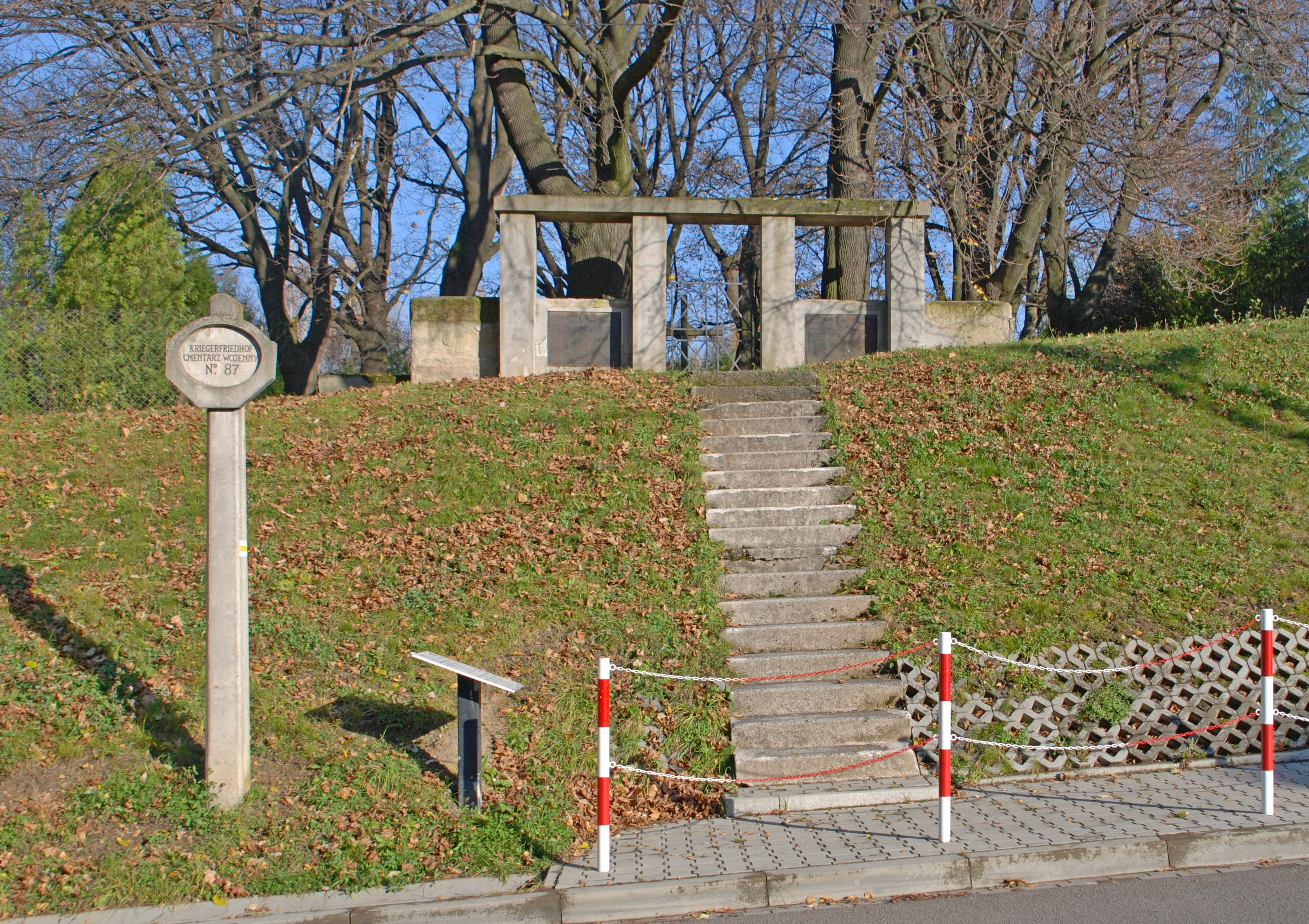
Widok z ulicy
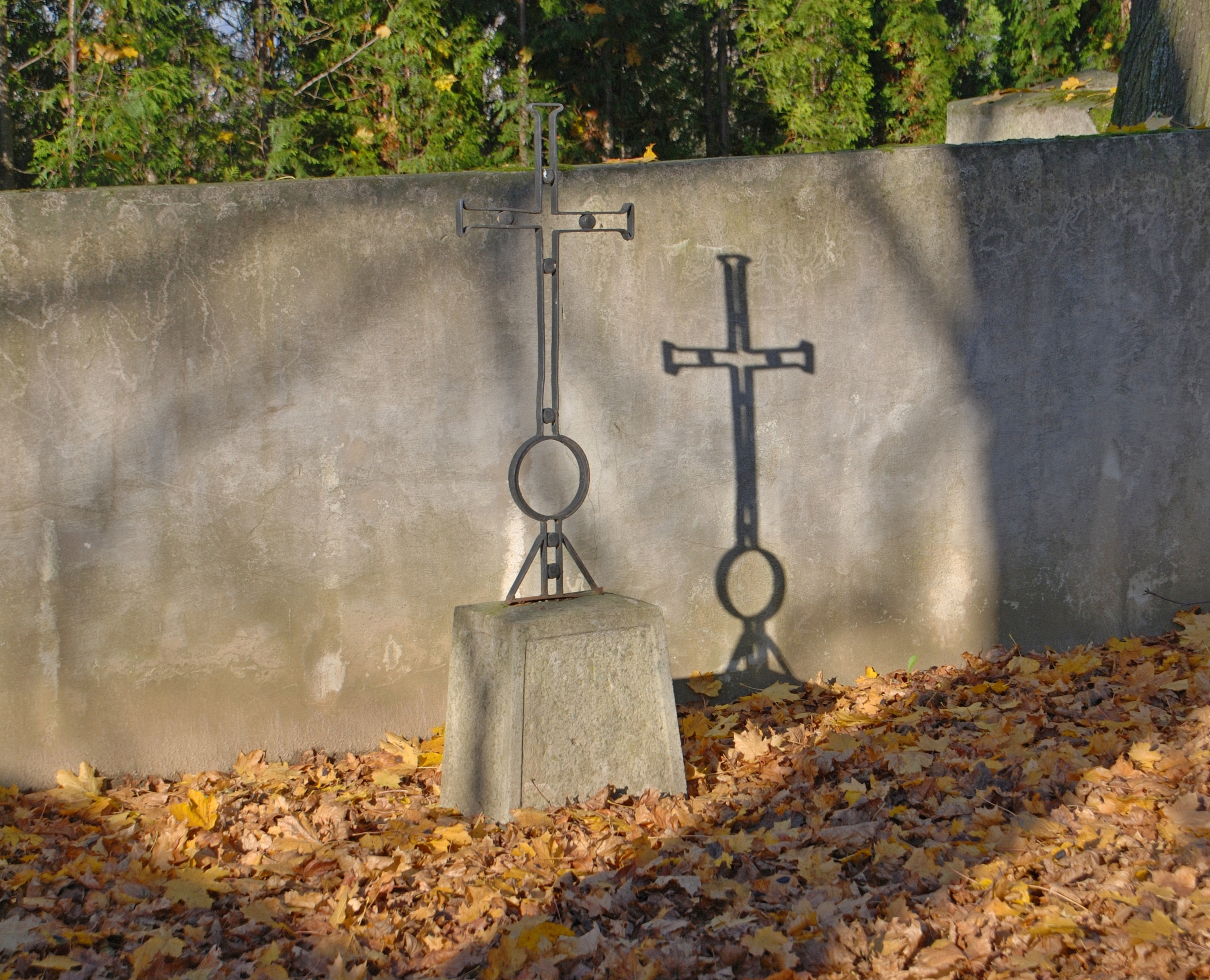
Krzyż jednoramienny